# Скрипковий майстер

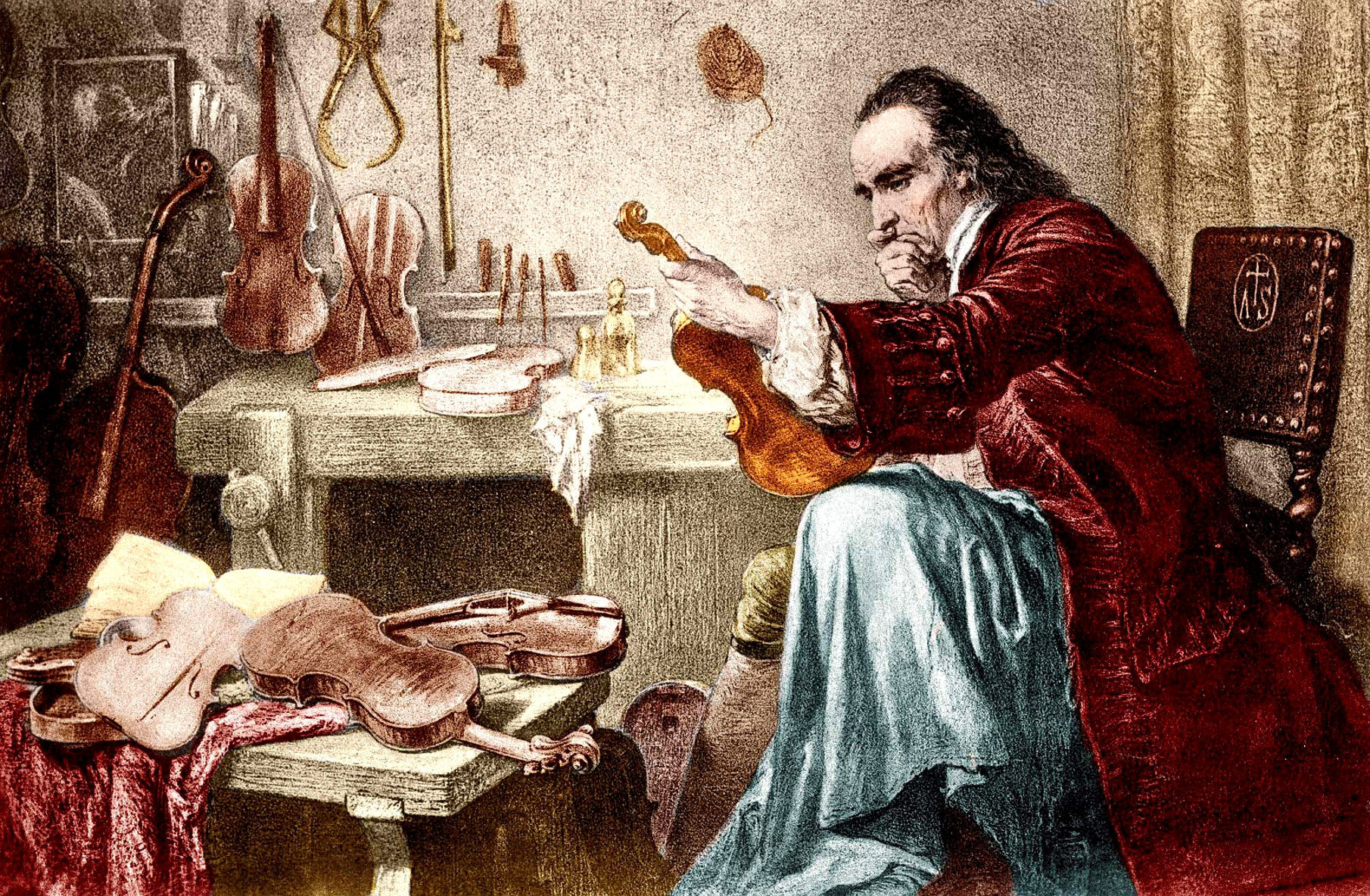
Романтизований портрет Антоніо Страдіварі, одного з найвидатніших скрипкових майстрів, на гравюрі XIX століття

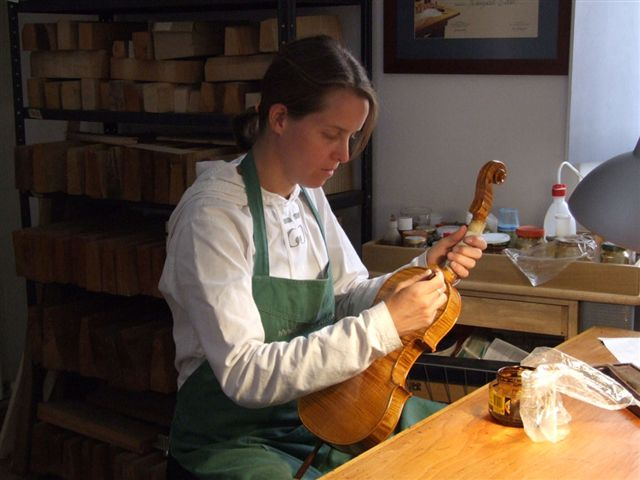
Скрипковий майстер за роботою

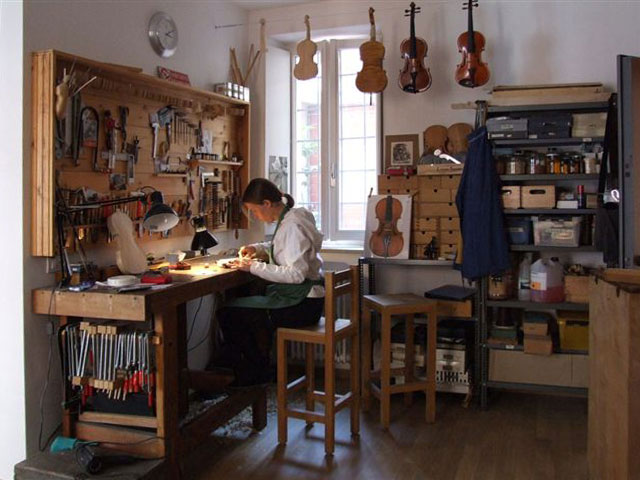
У майстерні сучасного скрипкового майстра

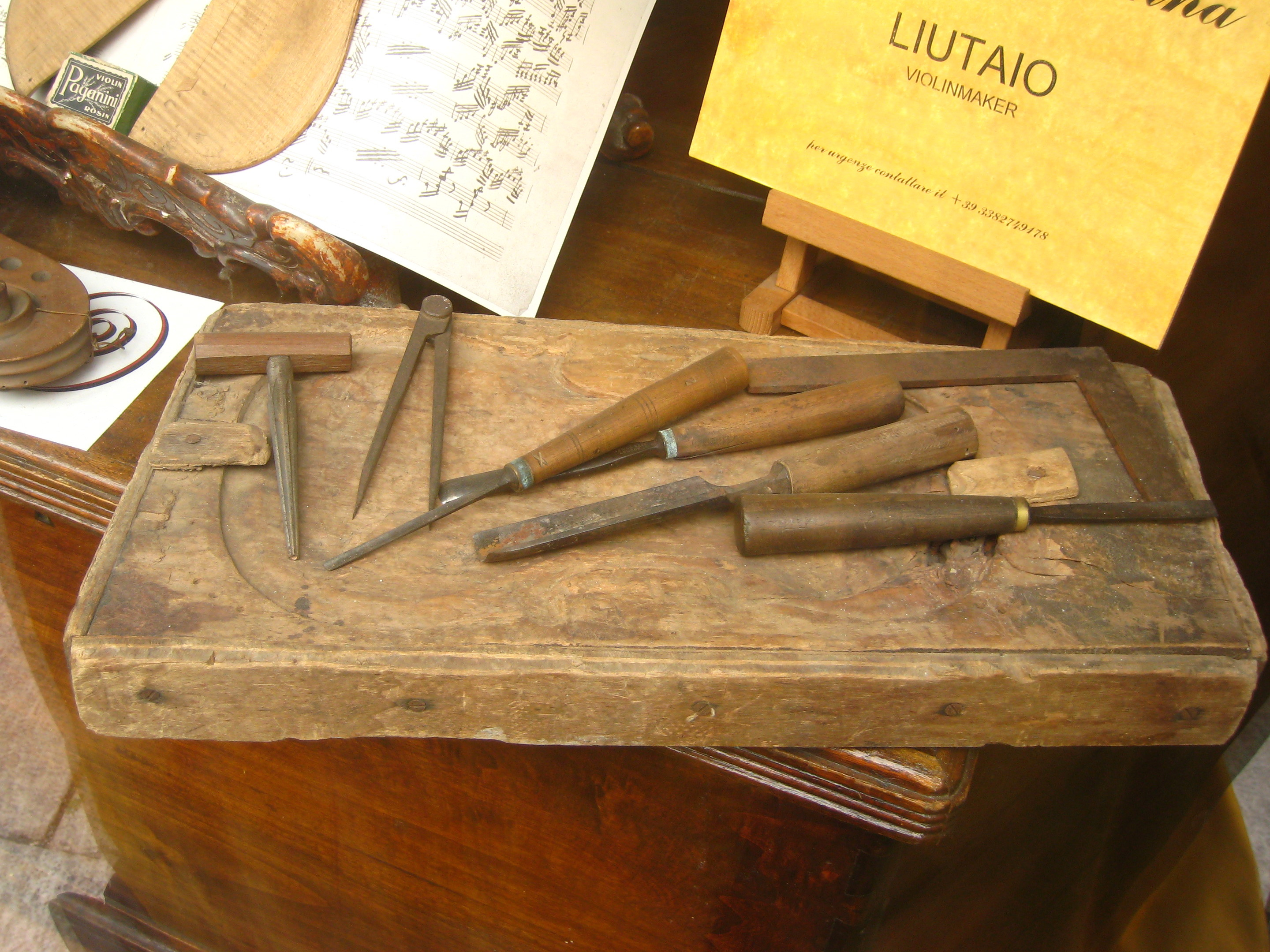
Інструменти скрипкового майстра

Скрипковий майстер, скри́пник (нім. Geigenbauer) — майстер, який займається створенням та ремонтом смичкових струнних музичних інструментів.
Французьке слово luthier, та аналогічні терміни в англійській (luthier) чи італійській (liutaio) мовах позначають майстра, що займається створенням та ремонтом всіх струнних музичних інструментів, у тому числі щипкових музичних інструментів. У німецькій мові слово «Geigenbauer» відповідає українському «скрипковий майстер», «скрипник». В українській мові розрізняють назви Майстер смичкових музичних інструментів та Майстер щипкових музичних інструментів. 

## Відомі скрипкові майстри
Див. також: Скрипкові майстри.

### Італійські
- Андреа Аматі (Andrea Amati, 1505–1577)
- Маттіас Альбан (старший) (італ. Mattia Albani; 1621–1673)
- Маттіас Альбан (молодший) (Matthias Alban, 1634–1712)
- Ніколо Аматі (Nicola Amati, 1596–1684)
- Томмазо Балестріері (Tommaso Balestrieri, близько1725 — близько1785)
- Карло Бергонці (Carlo Bergonzi, 1683–1747)
- Ніколо Гальяно (Nicolò Gagliano, близько 1740 — близько 1780)
- Джованні Баттіста Гваданьїні (Giovanni Battista Guadagnini 1711–1786)
- Андреа Гварнері (Andrea Guarneri, 1622 або 1626–1698)
- Джузеппе Гварнері дель Джезу (Giuseppe Guarneri del Gesù, 1698–1744)
- Джованні Гранчіно (Giovanni Grancino, 1637–1709)
- Доменіко Монтаньяна (Domenico Montagnana, 1686–1750)
- Джованні Паоло Маджині (Giovanni Paolo Maggini, 1580–1632)
- Джованні Франческо Прессенда (Giovanni Francesco Pressenda, 1777–1854)
- Джузеппе Антоніо Рокка (Giuseppe Antonio Rocca, 19 в.)
- Франческо Руджері (Francesco Ruggieri, близько1630 — 1698)
- Симон Фернандо Сакконі (Simone Fernando Sacconi, 1895–1973)
- Гаспаро Бертолотті да Сало (Gasparo Bertolotti da Salò, 1540 або 1542–1609)
- Валентіно Сіані (Valentino Siani, близько 1620 — близько 1670)
- Лоренцо Сторіоні (Lorenzo Storioni 1744–1816)
- Антоніо Страдіварі (Antonio Stradivari, 1644–1737)
- Карло Джузеппе Тесторе (Carlo Giuseppe Testore, близько 1665–1716)
- Карло Антоніо Тесторе (1688 — після 1764)
- Паоло Антоніо Тесторе (Paolo Antonio Testore, 1690 — після 1760)
- Рафаеле Фіоріні (Raffaele Fiorini 1828–1898)

### Австрійські
- Франц Гайсенгоф (Franz Geissenhof, 1753–1821)
- Йоганн Георг Тір (Johann Georg Thir, також Thier, близько 17
- Маттіас Тір (Mattias Thir, також Thier, молодший брат Георга Тіра, 18 в.)
- Давид Техлер (David Tecchler, 1666–1748)
- Міхаель Ігнац Штадлманн (Michael Ignaz Stadlmann, близько 1756–1813)
- Йоганн Шорн (Johann Schorn, 1658-1718)
- Якоб Штайнер (Jakob Stainer, близько 1617–1683)

### Американські
- Джордж Бошам
- Пол Біґсбі
- Юрій Фединський

### Англійські
- Родина Гілл (Hill)
- Беньямін Банкс (Benjamin Banks) з Солсбері
- Барак Норман  (Barak Norman)
- Хуго Менсон (Hugues Manson)

### Нідерландські
- Хендрик Якобс  (Hendrik Jacobs, 1629–1704)
- Пітер Ромбутс  (Pieter Rombouts, 1667–1740)

### Німецькі
- Леопольд Відгальм
- Август Шустер Карл
- Маттіас Клотц (Matthias Klotz, також Mathias Cloz, Khloz, Khlotz, 1653–1743)
- Отто Мекель (Otto Möckel, 1869–1937)
- Людвіг Нойнер (Ludwig Neuner, 1840–1897)

### Польські
- Марцин Гробліч (Marcin Groblicz, учень Гаспаро Бертолотті да Сало, близько 1540–1609)

### Російські
- Воробйов Олексій Євгенович (Москва)
- Ароев Рафаїл Олексійович (Санкт-Петербург)
- Балашов Микола Євгенович (Москва)
- Батов Іван Андрійович (1767–1841)
- Вітачек Євген Францевич (1880–1946) Чехословаччина-Росія
- Горшков Борис Львович (Москва)
- Горшков Лев Олександрович(Москва) 1910–1983 рр.
- Горшков Сергій Борисович (Москва)
- Горшков Юрій Борисович(Москва)
- Калашников Володимир Володимирович (Москва)
- Керченко Яків Якович(Москва) 1929–2005 рр..
- Китов Володимир Олександрович(С.Петербург)
- Киттель Микола (1806–1868)
- Леман, Анатолій Іванович (1859–1913)
- Супрун В'ячеслав Йосипович (Москва)
- Щюдтц Павло Павлович (Москва)
- Яровий Денис Володимирович (1921–1990)
- Якименко Володимир Андрійович (Санкт-Петербург)

### Французькі
- Етьєн Ватло
- Жан Батист Війом (Jean Baptiste Vuillaume, 1798–1875)
- Джузеппе Фіоріні (Giuseppe Fiorini, 1861–1934)
- Франсіс Шено (Francis Chanot, 1788–1825)
- Юґ Еміль Блонделе (Hugues Emile Blondelet, 1875-1928)
- Шарль Франсуа Ґан (Charles François Gand, 1787-1845) та його сини Шарль Адольф, Нікола Ежен.
- Оґюст Себастьєн Барнардель (Auguste Sebastien Bernardel, 1798-1870) та його сини Ґюстав Адольф і Ернест Оґюст.
- Брати Ґан і Бернардель (Gand et Bernardel frères, 1866-1886)
- Жозеф Ель (Joseph Hel, 1842-1902)
- Жан Жозеф Оноре Деразе (Jean Joseph Honoré Derazey, 1794-1883)
- Жан Бауер (Jean Bauer, 1914-2005)
- Луї Ґерсан (Louis Guersan, 1713-1781)
- Жан Анрі Надерман (Jean Henri Naderman)
- Ґаспар Тіфенбрюкер (Gaspar Tieffenbrucker, 1514 - 1571)

### Чеські
- Йозеф Богуміл Герклік (Josef Bohumil Herclík, 1903–1987)
- Йоганнес Кулік  (Johannes Kulík, 1800–1872) Прага
- Йозеф Антонін Ласке (Joseph Antonín Laske, 1738–1805)
- Ладіслав Прокоп (Ladislav Prokop)
- Пржемисл Отакар Шпідлен (Přemysl Otakar Špidlen, 1896–1958)
- Карел Вавра (Karel Vávra, 1903–1973)

### Українські
- Антонюк Володимир Миколайович[1] (м. Чернівці)
- Голубокий Сергій[2] (с. Заріччя, Іршавський район, Закарпатська область)
- Гребнєв Андрій[3]
- Добрянський Лев Володимирович
- Кобилянський Едуард Олександрович (м. Київ)
- Костюк Володимир[4]
- Кравчук Федір Михайлович (м. Косів)
- Мартищук Василь (с. Снідавка, Косівський район, Івано-Франківська область)
- Мар'яненко Лука
- Мельник Степан Онуфрійович (м. Івано-Франківськ)
- Моргоч Орест (м. Кіцмань, Чернівецька область)
- Петровці Іван Яношевич[5] (м. Мукачево, Закарпатська область)
- Пуцентела Мирослав Степанович
- Сінельников Артем
- Солоджук Володимир Іванович[6]
- Шмігельський Роман Олексійович[7] (с. Ясень, Калуський район, Івано-Франківська область)
- Харченко Андрій (м. Київ)[8]
- Царенко Сергій (Німеччина)
- Юр'єв Флоріан[9]

### Японські
- Мазакічі Судзукі (Masakichi Suzuki, 1859–1944)
- Сороку Мурата (Soroku Murata, 1927-2020)